# 磁泡存储器

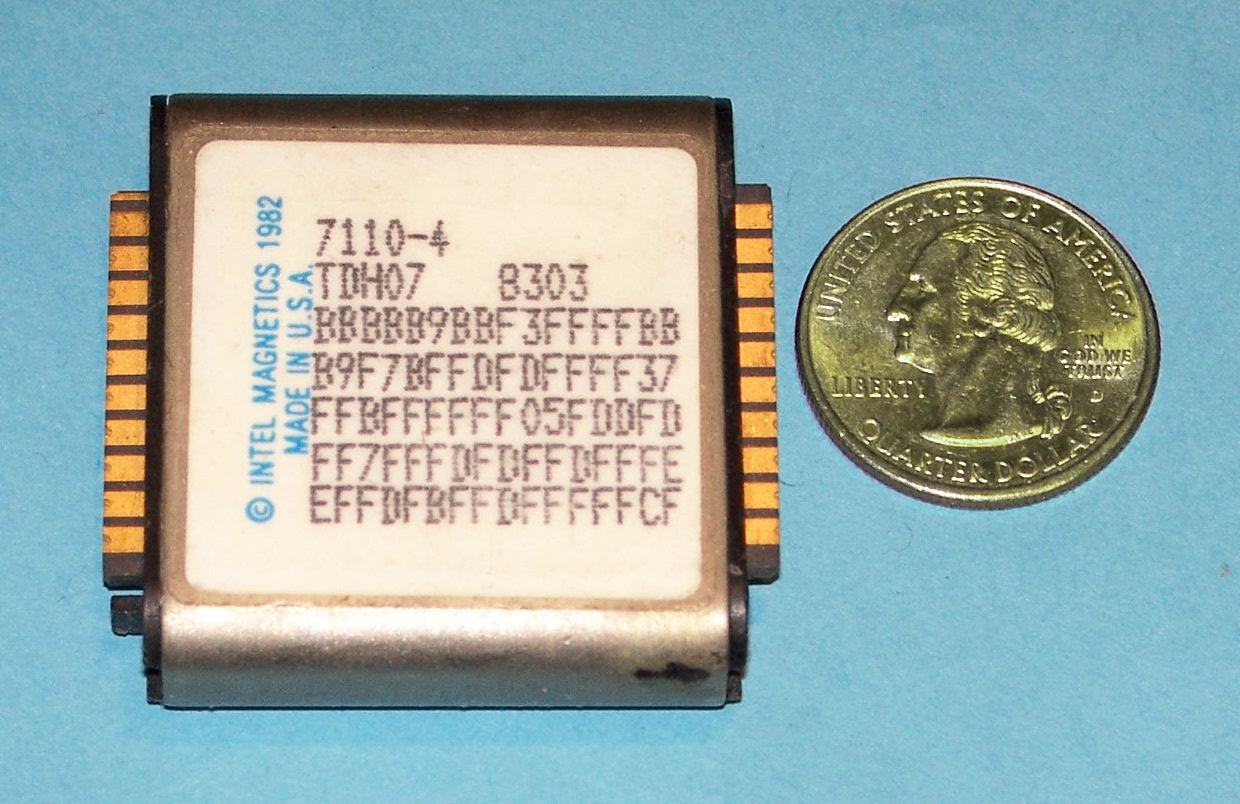
Intel 7110磁泡存储模块

磁泡存储器（英語：Bubble memory）是一种非易失性存储器。它使用了一种较薄的磁性材料制成的胶片来维持小型的磁化区域，这些区域被称作是“磁泡”（bubbles）或者“磁域”（domains），每一个这种区域存储一个位元的数据。磁泡存储器在1970年代出现，但是在1980年代硬盘价格急剧下降的情况下未能获得商业上的成功。